# Мінерал (Каліфорнія)
Мінерал (англ. Mineral) — переписна місцевість (CDP) в США, в окрузі Техама штату Каліфорнія. Населення — 136 осіб (2020).

## Географія
Мінерал розташований за координатами 40°24′32″ пн. ш. 121°34′47″ зх. д. / 40.40889° пн. ш. 121.57972° зх. д. (40.408796, -121.579609).  За даними Бюро перепису населення США в 2010 році переписна місцевість мала площу 115,19 км², з яких 114,91 км² — суходіл та 0,29 км² — водойми.

### Клімат
| Клімат : Мінерал        | Клімат : Мінерал | Клімат : Мінерал | Клімат : Мінерал | Клімат : Мінерал | Клімат : Мінерал | Клімат : Мінерал | Клімат : Мінерал | Клімат : Мінерал | Клімат : Мінерал | Клімат : Мінерал | Клімат : Мінерал | Клімат : Мінерал | Клімат : Мінерал |
| Показник                | Січ.             | Лют.             | Бер.             | Квіт.            | Трав.            | Черв.            | Лип.             | Серп.            | Вер.             | Жовт.            | Лист.            | Груд.            | Рік              |
| Абсолютний максимум, °C | 22,8             | 20,6             | 22,8             | 26,7             | 34,4             | 35,6             | 37,8             | 37,8             | 37,8             | 31,1             | 25,0             | 21,1             | 37,8             |
| Середній максимум, °C   | 4,8              | 6,3              | 8,4              | 12,1             | 17,3             | 22,2             | 27,5             | 27,1             | 23,5             | 17,2             | 9,3              | 5,7              | 15,1             |
| Середній мінімум, °C    | −5,8             | −4,9             | −3,7             | −1,9             | 1,0              | 4,1              | 6,2              | 5,3              | 3,4              | 0,3              | −2,6             | −4,7             | −0,3             |
| Абсолютний мінімум, °C  | −25              | −21,7            | −18,9            | −15              | −10,6            | −3,9             | −2,8             | −3,3             | −7,2             | −9,4             | −17,8            | −22,8            | −25              |
| Норма опадів, мм        | 224              | 203              | 176              | 103              | 66               | 36               | 4                | 9                | 26               | 96               | 162              | 230              | 1337             |
| Днів з опадами          | 13               | 12               | 12               | 10               | 7                | 4                | 1                | 1                | 3                | 6                | 10               | 12               | 91,0             |
| ----------------------- | ---------------- | ---------------- | ---------------- | ---------------- | ---------------- | ---------------- | ---------------- | ---------------- | ---------------- | ---------------- | ---------------- | ---------------- | ---------------- |
| Джерело: WRCC           |                  |                  |                  |                  |                  |                  |                  |                  |                  |                  |                  |                  |                  |

## Демографія
Згідно з переписом 2010 року, у переписній місцевості мешкали 123 особи в 64 домогосподарствах у складі 36 родин. Густота населення становила 1 особа/км².  Було 466 помешкань (4/км²).
Расовий склад населення:
| - 93,5 % — білих - 0,8 % — корінних американців - 0,8 % — азіатів |

До двох чи більше рас належало 4,1 %. Частка іспаномовних становила 3,3 % від усіх жителів.
За віковим діапазоном населення розподілялося таким чином: 15,4 % — особи молодші 18 років, 61,8 % — особи у віці 18—64 років, 22,8 % — особи у віці 65 років та старші. Медіана віку мешканця становила 50,8 року. На 100 осіб жіночої статі у переписній місцевості припадало 105,0 чоловіків;  на 100 жінок у віці від 18 років та старших — 103,9 чоловіків також старших 18 років.
Середній дохід на одне домашнє господарство  становив 57 233 долари США (медіана — 45 625), а середній дохід на одну сім'ю — 61 260 доларів (медіана — 47 083). За межею бідності перебувало 10,1 % осіб, у тому числі 6,5 % дітей у віці до 18 років та 12,5 % осіб у віці 65 років та старших.
Цивільне працевлаштоване населення становило 95 осіб. Основні галузі зайнятості: публічна адміністрація — 29,5 %, мистецтво, розваги та відпочинок — 23,2 %, будівництво — 14,7 %, освіта, охорона здоров'я та соціальна допомога — 10,5 %.